# Hypostomus weberi
Hypostomus weberi es una especie del género de peces de agua dulce Hypostomus, de la familia Loricariidae en el orden Siluriformes. Habita en aguas cálidas del norte de América del Sur. Alcanza una longitud total de 17,5 cm.

## Distribución
Hypostomus weveri habita en aguas cálidas del norte de América del Sur. En el río Negro medio, Brasil. También hay un registro de localización incierta, "río Cicipa", posiblemente corresponde al río Siapa, un afluente del río Casiquiare en Venezuela.

## Taxonomía
Esta especie fue descrita originalmente en el año 2010 por los ictiólogos Pedro Hollanda Carvalho, Flávio César Thadeo de Lima y Cláudio Henrique Zawadzki.